# 精氨洛芬颗粒
司百得（精氨洛芬颗粒）是一种以布洛芬精氨酸盐为主要成分的非甾体类抗炎药。
与布洛芬药剂一样，精氨洛芬也是通过抑制人体前列腺素的合成实现镇痛功效。不过人体对精氨洛芬的吸收速度要比布洛芬药剂迅速，因此精氨洛芬可以更快速的发挥镇痛作用：精氨洛芬的平均生效时间为15-30分钟，相比布洛芬则为1-2小时。